# Saqal Tūlī
Saqal Tūlī (persiska: سقل تولی, سَقَّل تولی) är en ort i Iran.   Den ligger i provinsen Zanjan, i den nordvästra delen av landet, 300 km väster om huvudstaden Teheran. Saqal Tūlī ligger 1 801 meter över havet och antalet invånare är 122.
Terrängen runt Saqal Tūlī är huvudsakligen kuperad, men åt nordost är den platt.Runt Saqal Tūlī är det ganska glesbefolkat, med 47 invånare per kvadratkilometer. Närmaste större samhälle är Zanjan, 16,3 km öster om Saqal Tūlī. Trakten runt Saqal Tūlī består i huvudsak av gräsmarker.